# Jay, Maine
Jay är en kommun (town) i Franklin County i Maine. Vid 2010 års folkräkning hade Jay 4 851 invånare.